# Orotelli
Orotelli é uma comuna italiana da região da Sardenha, província de Nuoro, com cerca de 2.308 habitantes. Estende-se por uma área de 61 km², tendo uma densidade populacional de 38 hab/km². Faz fronteira com Bono (SS), Bottidda (SS), Illorai (SS), Oniferi, Orani.

## Demografia
| Variação demográfica do município entre 1861 e 2011                               |
|                                                                                   |
| Fonte: Istituto Nazionale di Statistica (ISTAT) - Elaboração gráfica da Wikipedia |